# 科爾巴托山
85°4′S 165°42′W / 85.067°S 165.700°W
科爾巴托山（Mount Corbató），是南極洲的山峰，位於阿蒙森海岸，處於費爾韋瑟山以東8公里，屬於鄧肯山脈的一部分，海拔高度1,730米，在1975年1月13日由俄亥俄州立大學繪入地圖，現時由南極條約體系管理。